# Dismissed
Dismissed var en svensk rockgrupp som startades i Göteborg 2011 och består av Tor Höglund, Johan Carlsson och Freddie Van Eijsden.
Gruppen deltog i andra deltävlingen av Melodifestivalen 2017 med låten "Hearts Align" som tog sig till andra chansen, skriven av Ola Salo och Peter Kvint.
En vecka efter andra chansen meddelade bandet att basisten Douglas Woodbridge valt att lämna bandet.
Den 31 mars 2017 släppte Dismissed debutalbumet Heads Held High. Bandet åkte samma sommar ut på en turné runt Sverige som de även kallade för Heads Held High Tour. Dismissed vill uppmärksamma HBTQ-rörelsens frågor och på sina sociala medier förklarar de krig mot normer.

## Diskografi
- Heads Held High (2017)
  1. "Leave It Under Water"
  2. "Lonely Way to Die"
  3. "Escape"
  4. "Hearts Align"
  5. "Stay"
  6. "Dance on the Borderline"
  7. "Glitch"
  8. "Save the World"
  9. "Lucifer"
  10. "March With Heads Held High"